# Cloniophorus elongatus
Cloniophorus elongatus es una especie de escarabajo longicornio del género Cloniophorus, tribu Callichromatini, subfamilia Cerambycinae. Fue descrita científicamente por Hintz en 1919.

## Descripción
Mide 16-18 milímetros de longitud.

## Distribución
Se distribuye por Camerún y Guinea Ecuatorial.